# St. Willibrord (Baltersweiler)

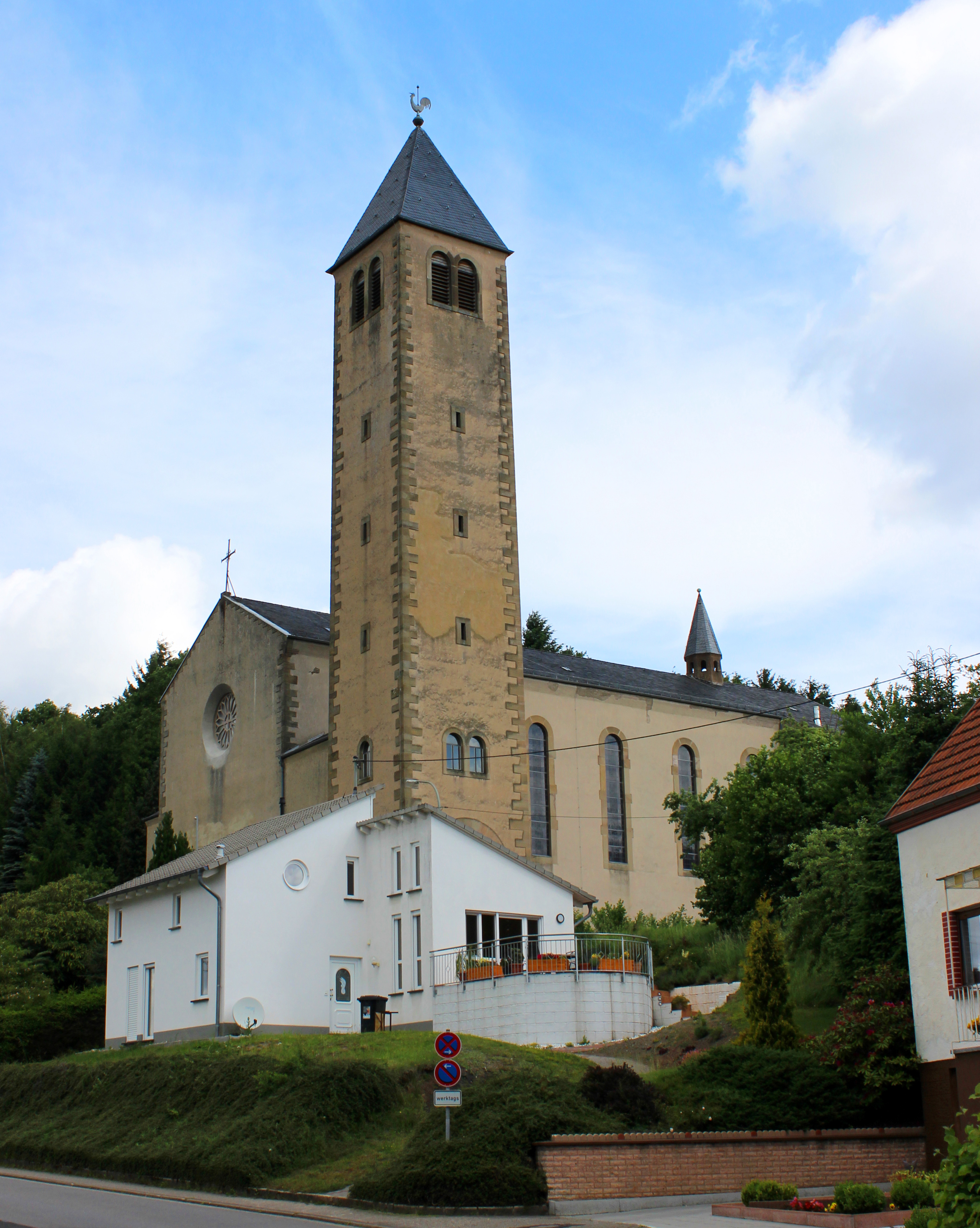
Die katholische Kirche St. Willibrord in Baltersweiler

Die Kirche St. Willibrord ist eine katholische Pfarrkirche in Baltersweiler, einem Ortsteil der Gemeinde Namborn im Landkreis St. Wendel, Saarland. Kirchenpatron ist der heilige Willibrord. In der Denkmalliste des Saarlandes ist die Kirche als Einzeldenkmal aufgeführt.

## Geschichte

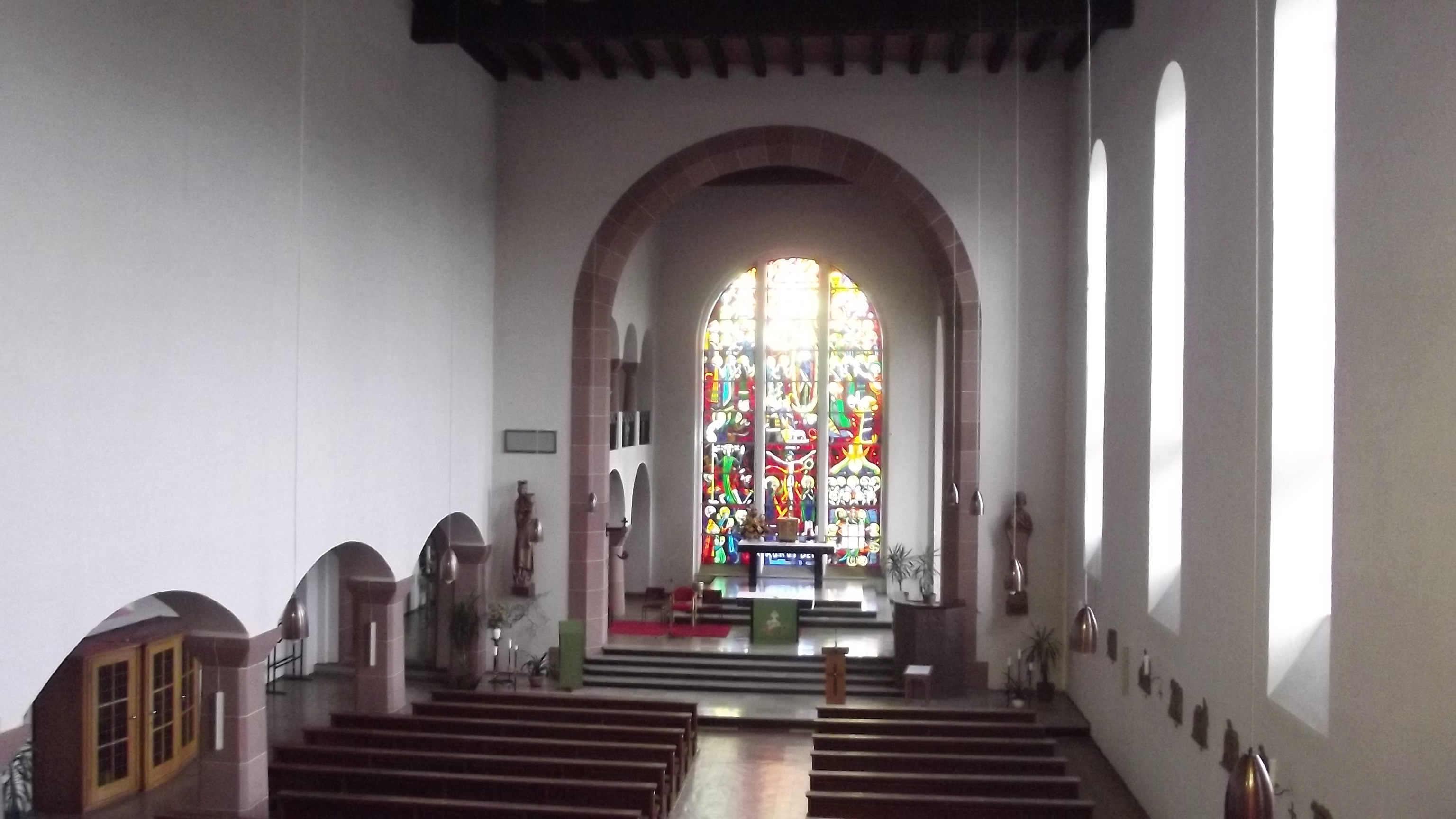
Blick ins Innere der Kirche

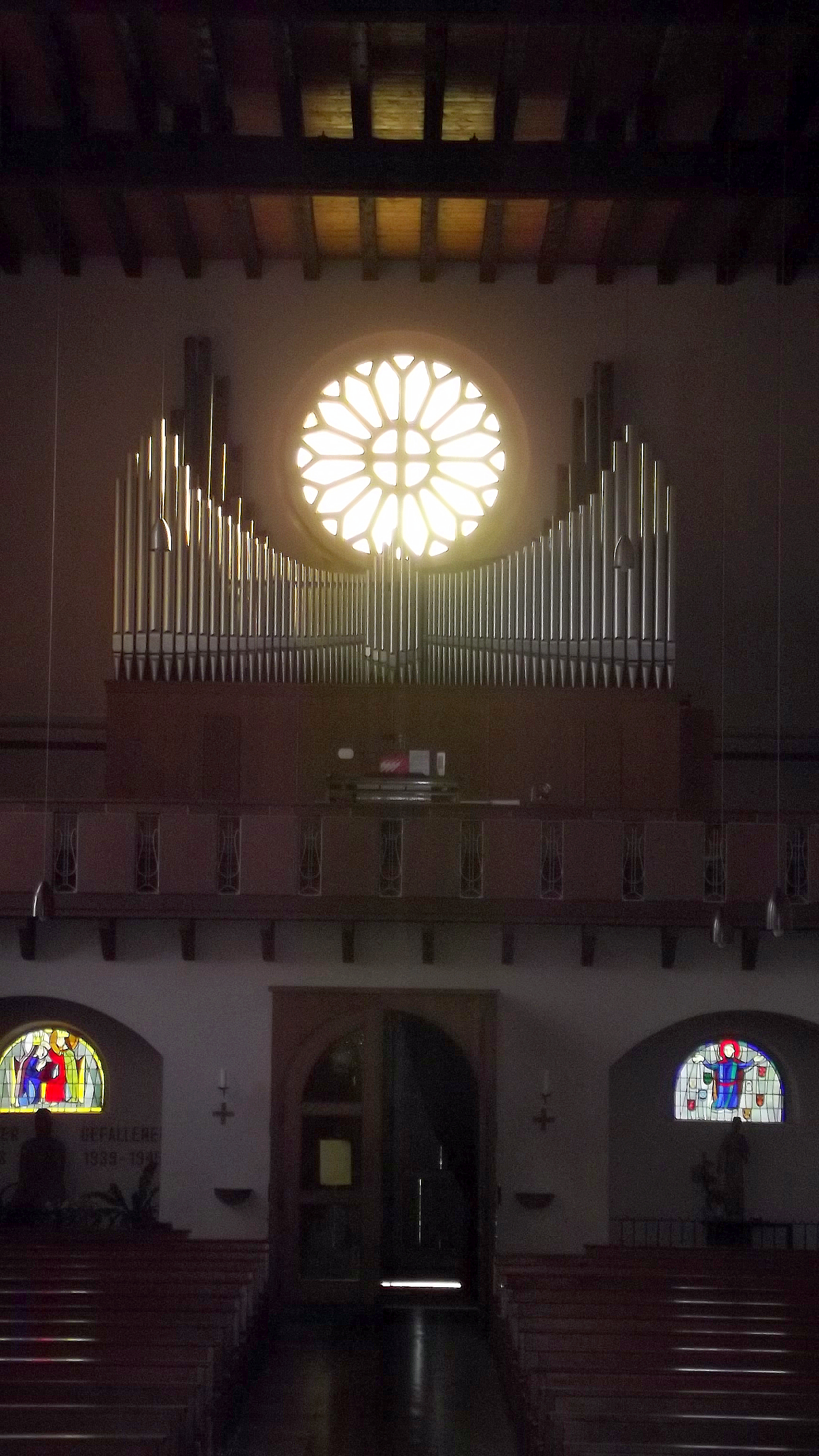
Blick zur Orgelempore

Durch die Nähe zur Stadt St. Wendel waren die Katholiken von Baltersweiler seit jeher der Pfarrei St. Wendelin zugeordnet und mussten um den Gottesdienst zu besuchen einen rund vier bis fünf Kilometer langen Weg zurücklegen. Daraus resultierte schließlich der Wunsch nach einer eigenen Kirche in Baltersweiler, was sich zunächst in der Gründung eines ersten Kapellenvereins im Jahr 1907 niederschlug. Im Jahr 1931 kam es zur Ausgliederung aus der Pfarrei St. Wendelin und zusammen mit dem nördlich gelegenen Mauschbach wurde Baltersweiler der Pfarrei St. Anna im St. Wendeler Stadtteil Alsfassen zugeordnet. Dieser Schritt fand in der Bevölkerung nur sehr langsam Akzeptanz.
Im März 1943 wurde Baltersweiler die Genehmigung zur Errichtung einer Notkirche erteilt und 1946 folgte die Erhebung zur selbständigen Kirchengemeinde. Somit konnte der lang gehegte Wunsch nach einer eigenen Pfarrkirche in die Wirklichkeit umgesetzt werden. Die Vorarbeiten zum Bau der Kirche, für dessen Entwurf Architekt J.W. Stockhausen (Neunkirchen/Saar) verantwortlich zeichnete, begannen in der Karwoche des Jahres 1947. In den folgenden Jahren wurde in Form von Geldspenden und Eigenleistung der Bau der Kirche bewerkstelligt. Die Einsegnung der im Rohbau fertiggestellten Kirche konnte am 7. Mai 1950 vorgenommen werden.
Der Trierer Bischof Matthias Wehr erhob am 1. Januar 1954 die Kirchengemeinde St. Willibrord Baltersweiler zur Pfarrei, die auch die Orte Hofeld und Mauschbach umfasste. In Mauschbach befindet sich die Filialkirche St. Bonifatius.
Im Jahr 1984 wurde die Pfarrei St. Willibrord der Pfarrei Mariä Himmelfahrt in Namborn angegliedert. Im September 2000 erfolgte die Erweiterung der Pfarreiengemeinschaft um die Pfarrei St. Anna in Furschweiler.
Mit Wirkung zum 1. September 2011 wurde die Pfarreiengemeinschaft Oberthal-Namborn im Dekanat St. Wendel errichtet, zu der auch die Namborner Pfarreien Maria Himmelfahrt, St. Anna (Furschweiler) und St. Willibrord (Baltersweiler) gehören.

## Architektur und Ausstattung
Sehenswert im Inneren der Kirche ist das große Fenster in der Rückwand des Altarraums. Das elf Meter hohe Fenster, das den zentralen Mittelpunkt des Innenraums bildet wurde von dem ungarisch-deutschen Architekten und Kirchenfenstermaler György Lehoczky entworfen. Das Fenster wurde 1953 im Rahmen des Patronatsfestes eingeweiht.

## Glocken
Mit ihrem 40 Meter hohen Kirchturm ist die Pfarrkirche St. Willibrord das architektonische Wahrzeichen von Baltersweiler. Im Jahr 1953 goss die Saarlouiser Glockengießerei in Saarlouis-Fraulautern, die von Karl (III) Otto von der Glockengießerei Otto in Bremen-Hemelingen und dem Saarländer Alois Riewer 1953 gegründet worden war, für den Turm von St. Willibrord in Baltersweilers drei Bronzeglocken mit den Schlagtönen: f′ – as′ – b′. Die Glocken haben folgende Durchmesser: 1171 mm, 984 mm, 877 mm und wiegen: 950 kg,  588 kg, 402 kg.

## Orgel
Die Orgel der Kirche, die auch den Alternativnamen Pius-Orgel trägt, wurde 1953 von der Firma Hugo Mayer (Heusweiler) errichtet. Das Kegelladen-Instrument ist auf einer Empore aufgestellt und verfügt über 28 (29) Register, verteilt auf 2 Manuale und Pedal. Die Spieltraktur ist elektrisch, die Registertraktur ist elektropneumatisch. Die Disposition lautet wie folgt:
| I Hauptwerk C–g3 |            |       |
| 1.               | Quintade   | 16′   |
| 2.               | Prinzipal  | 8′    |
| 3.               | Gemshorn   | 8′    |
| 4.               | Holzflöte  | 8′    |
| 5.               | Oktave     | 4′    |
| 6.               | Blockflöte | 4′    |
| 7.               | Quinte     | 2 ⁄3′ |
| 8.               | Schwiegel  | 2′    |
| 9.               | Mixtur IV  | 1 ⁄3′ |
| 10.              | Trompete   | 8′    |

| II Schwellwerk C–g3 |               |     |
| 11.                 | Gedackt       | 8′  |
| 12.                 | Quintatön     | 8′  |
| 13.                 | Salizional    | 8′  |
| 14.                 | Prinzipal     | 4′  |
| 15.                 | Nachthorn     | 4′  |
| 16.                 | Prinzipal     | 2′  |
| 17.                 | Sifflöte      | 1′  |
| 18.                 | Terzian II    |     |
| 19.                 | Cymbel III-IV |     |
| 20.                 | Dulzian       | 16′ |
| 21.                 | Schalmay      | 8′  |

| Pedal C–f1 |                                  |     |
| 22.        | Prinzipalbass                    | 16′ |
| 23.        | Subbass                          | 16′ |
|            | Gedacktpommer (= I Quintade 16′) | 16′ |
| 24.        | Oktavbass                        | 8′  |
| 25.        | Bassflöte                        | 8′  |
| 26.        | Choralbass                       | 4′  |
| 27.        | Hintersatz IV                    |     |
| 28.        | Posaune                          | 16′ |

- Koppeln: II/I, I/P, II/P
- Spielhilfen: Tutti, 2 freie Kombinationen, Frei einstellbares Pianopedal, Crescendowalze, Zungen Ab, Handregister Ab